# Holomitrium
Holomitrium là một chi rêu trong họ Dicranaceae.